# ذي صال (النادرة)

تعديل مصدري - تعديل

ذي صال محلة تابعة لقرية مدار، التابعة لعزلة المفتاح الاعلى بمديرية النادرة إحدى مديريات محافظة إب في الجمهورية اليمنية، بلغ تعداد سكانها 54 نسمة حسب تعداد اليمن لعام 2004.